# Liste des monuments historiques protégés en 1945
Cet article recense les monuments historiques français classés ou inscrits en 1945.

## Protections
| Édifice                                                  | Commune                     | Département             | Région                     | Protection | Base Mérimée                         | Coordonnées                        | Image |
| -------------------------------------------------------- | --------------------------- | ----------------------- | -------------------------- | ---------- | ------------------------------------ | ---------------------------------- | ----- |
| Église Saint-Martin                                      | Bey                         | Ain                     | Auvergne-Rhône-Alpes       | inscrit    | « PA00116313 », notice no PA00116313 | 46° 12′ 41″ nord, 4° 50′ 55″ est   |       |
| Ferme du Tiret                                           | Foissiat                    | Ain                     | Auvergne-Rhône-Alpes       | classé     | « PA00116402 », notice no PA00116402 | 46° 22′ 02″ nord, 5° 10′ 01″ est   |       |
| Église Saint-Julien-sur-Roche                            | Ramasse                     | Ain                     | Auvergne-Rhône-Alpes       | classé     | « PA00116537 », notice no PA00116537 | 46° 12′ 20″ nord, 5° 20′ 32″ est   |       |
| Église de Saint-Germain-sur-Renon                        | Saint-Germain-sur-Renon     | Ain                     | Auvergne-Rhône-Alpes       | classé     | « PA00116552 », notice no PA00116552 | 46° 04′ 53″ nord, 5° 03′ 26″ est   |       |
| Église Saint-Julien                                      | Saint-Julien-sur-Veyle      | Ain                     | Auvergne-Rhône-Alpes       | classé     | « PA00116557 », notice no PA00116557 | 46° 12′ 10″ nord, 4° 57′ 13″ est   |       |
| Abbaye de Saint-Rambert-en-Bugey                         | Saint-Rambert-en-Bugey      | Ain                     | Auvergne-Rhône-Alpes       | classé     | « PA00116564 », notice no PA00116564 | 45° 57′ 06″ nord, 5° 26′ 06″ est   |       |
| Château de Lurcy-Lévis                                   | Lurcy-Lévis                 | Allier                  | Auvergne-Rhône-Alpes       | inscrit    | « PA00093142 », notice no PA00093142 | 46° 42′ 09″ nord, 2° 55′ 18″ est   |       |
| Église Saint-Martial                                     | Seuillet                    | Allier                  | Auvergne-Rhône-Alpes       | classé     | « PA00093299 », notice no PA00093299 | 46° 12′ 07″ nord, 3° 28′ 23″ est   |       |
| Château de La Mothe                                      | Vicq                        | Allier                  | Auvergne-Rhône-Alpes       | classé     | « PA00093364 », notice no PA00093364 | 46° 08′ 53″ nord, 3° 05′ 39″ est   |       |
| Pont d'Aiguines                                          | Moustiers-Sainte-Marie      | Alpes-de-Haute-Provence | Provence-Alpes-Côte d'Azur | inscrit    | « PA00080439 », notice no PA00080439 |                                    |       |
| Cathédrale Notre-Dame-de-la-Platea                       | Antibes                     | Alpes-Maritimes         | Provence-Alpes-Côte d'Azur | classé     | « PA00080653 », notice no PA00080653 | 43° 34′ 52″ nord, 7° 07′ 42″ est   |       |
| Monument romain provenant de Biot                        | Antibes                     | Alpes-Maritimes         | Provence-Alpes-Côte d'Azur | classé     | « PA00080658 », notice no PA00080658 | 43° 34′ 39″ nord, 7° 07′ 34″ est   |       |
| Remparts et cimetière                                    | Saint-Paul-de-Vence         | Alpes-Maritimes         | Provence-Alpes-Côte d'Azur | classé     | « PA00080847 », notice no PA00080847 | 43° 41′ 42″ nord, 7° 07′ 24″ est   |       |
| Château-ferme de Brieulles-sur-Bar                       | Brieulles-sur-Bar           | Ardennes                | Grand Est                  | inscrit    | « PA00078352 », notice no PA00078352 | 49° 28′ 35″ nord, 4° 32′ 00″ est   |       |
| Hôtel de ville de Charleville-Mézières                   | Charleville-Mézières        | Ardennes                | Grand Est                  | classé     | « PA00078365 », notice no PA00078365 | 49° 46′ 25″ nord, 4° 43′ 11″ est   |       |
| Immeuble                                                 | Charleville-Mézières        | Ardennes                | Grand Est                  | classé     | « PA00078410 », notice no PA00078410 | 49° 46′ 25″ nord, 4° 43′ 19″ est   |       |
| Immeuble                                                 | Charleville-Mézières        | Ardennes                | Grand Est                  | classé     | « PA00078369 », notice no PA00078369 | 49° 46′ 26″ nord, 4° 43′ 13″ est   |       |
| Immeuble                                                 | Charleville-Mézières        | Ardennes                | Grand Est                  | classé     | « PA00078366 », notice no PA00078366 | 49° 46′ 26″ nord, 4° 43′ 12″ est   |       |
| Immeuble                                                 | Charleville-Mézières        | Ardennes                | Grand Est                  | classé     | « PA00078408 », notice no PA00078408 | 49° 46′ 25″ nord, 4° 43′ 19″ est   |       |
| Immeuble                                                 | Charleville-Mézières        | Ardennes                | Grand Est                  | classé     | « PA00078406 », notice no PA00078406 | 49° 46′ 25″ nord, 4° 43′ 19″ est   |       |
| Immeuble                                                 | Charleville-Mézières        | Ardennes                | Grand Est                  | classé     | « PA00078390 », notice no PA00078390 | 49° 46′ 23″ nord, 4° 43′ 17″ est   |       |
| Immeuble                                                 | Charleville-Mézières        | Ardennes                | Grand Est                  | classé     | « PA00078407 », notice no PA00078407 | 49° 46′ 25″ nord, 4° 43′ 19″ est   |       |
| Immeuble                                                 | Charleville-Mézières        | Ardennes                | Grand Est                  | classé     | « PA00078395 », notice no PA00078395 | 49° 46′ 23″ nord, 4° 43′ 17″ est   |       |
| Immeuble                                                 | Charleville-Mézières        | Ardennes                | Grand Est                  | classé     | « PA00078385 », notice no PA00078385 | 49° 46′ 26″ nord, 4° 43′ 15″ est   |       |
| Immeuble                                                 | Charleville-Mézières        | Ardennes                | Grand Est                  | classé     | « PA00078386 », notice no PA00078386 | 49° 46′ 23″ nord, 4° 43′ 16″ est   |       |
| Immeuble                                                 | Charleville-Mézières        | Ardennes                | Grand Est                  | classé     | « PA00078402 », notice no PA00078402 | 49° 46′ 23″ nord, 4° 43′ 18″ est   |       |
| Immeuble                                                 | Charleville-Mézières        | Ardennes                | Grand Est                  | classé     | « PA00078388 », notice no PA00078388 | 49° 46′ 23″ nord, 4° 43′ 16″ est   |       |
| Immeuble                                                 | Charleville-Mézières        | Ardennes                | Grand Est                  | classé     | « PA00078372 », notice no PA00078372 | 49° 46′ 24″ nord, 4° 43′ 13″ est   |       |
| Église Saint-Christol et cimetière                       | La Couvertoirade            | Aveyron                 | Occitanie                  | classé     | « PA00094006 », notice no PA00094006 | 43° 54′ 46″ nord, 3° 19′ 04″ est   |       |
| Commanderie                                              | La Couvertoirade            | Aveyron                 | Occitanie                  | classé     | « PA00094005 », notice no PA00094005 | 43° 54′ 50″ nord, 3° 19′ 02″ est   |       |
| Presbytère                                               | La Couvertoirade            | Aveyron                 | Occitanie                  | classé     | « PA00094008 », notice no PA00094008 | 43° 54′ 50″ nord, 3° 19′ 02″ est   |       |
| Château d'Estaing                                        | Estaing                     | Aveyron                 | Occitanie                  | classé     | « PA00094021 », notice no PA00094021 | 44° 33′ 14″ nord, 2° 40′ 22″ est   |       |
| Église Notre-Dame                                        | Millau                      | Aveyron                 | Occitanie                  | classé     | « PA00094059 », notice no PA00094059 | 44° 05′ 53″ nord, 3° 04′ 53″ est   |       |
| Église Notre-Dame-la-Major                               | Arles                       | Bouches-du-Rhône        | Provence-Alpes-Côte d'Azur | classé     | « PA00081134 », notice no PA00081134 | 43° 40′ 40″ nord, 4° 37′ 57″ est   |       |
| Temple protestant, ex-cercle de la Rotonde               | Arles                       | Bouches-du-Rhône        | Provence-Alpes-Côte d'Azur | inscrit    | « PA00081187 », notice no PA00081187 | 43° 40′ 32″ nord, 4° 37′ 38″ est   |       |
| Borne milliaire de la Calanque                           | Aureille                    | Bouches-du-Rhône        | Provence-Alpes-Côte d'Azur | classé     | « PA00081433 », notice no PA00081433 | 43° 39′ 39″ nord, 4° 57′ 41″ est   |       |
| Hôtel Daviel                                             | Marseille                   | Bouches-du-Rhône        | Provence-Alpes-Côte d'Azur | classé     | « PA00081348 », notice no PA00081348 | 43° 17′ 51″ nord, 5° 22′ 09″ est   |       |
| Baptistère                                               | Saint-Rémy-de-Provence      | Bouches-du-Rhône        | Provence-Alpes-Côte d'Azur | classé     | « PA00081453 », notice no PA00081453 |                                    |       |
| Église Notre-Dame-de-Nazareth                            | Trets                       | Bouches-du-Rhône        | Provence-Alpes-Côte d'Azur | classé     | « PA00081487 », notice no PA00081487 | 43° 26′ 46″ nord, 5° 41′ 06″ est   |       |
| Église Notre-Dame                                        | Campigny                    | Calvados                | Normandie                  | inscrit    | « PA00111209 », notice no PA00111209 | 49° 14′ 32″ nord, 0° 48′ 33″ ouest |       |
| Pavillon de la Reine                                     | Équemauville                | Calvados                | Normandie                  | classé     | « PA00111300 », notice no PA00111300 | 49° 24′ 36″ nord, 0° 12′ 58″ est   |       |
| Château de la Fresnaye                                   | Falaise                     | Calvados                | Normandie                  | inscrit    | « PA00111310 », notice no PA00111310 | 48° 53′ 51″ nord, 0° 11′ 41″ ouest |       |
| Abbaye Saint-Étienne de Fontenay                         | Saint-André-sur-Orne        | Calvados                | Normandie                  | inscrit    | « PA00111655 », notice no PA00111655 | 49° 06′ 56″ nord, 0° 23′ 12″ ouest |       |
| Pierre du Pot                                            | Ussy                        | Calvados                | Normandie                  | classé     | « PA00111774 », notice no PA00111774 | 48° 56′ 58″ nord, 0° 17′ 11″ ouest |       |
| Pierre de la Hauberie                                    | Ussy                        | Calvados                | Normandie                  | classé     | « PA00111773 », notice no PA00111773 | 48° 55′ 53″ nord, 0° 18′ 18″ ouest |       |
| Église Saint-Pierre de Jarnac                            | Jarnac                      | Charente                | Nouvelle-Aquitaine         | classé     | « PA00104385 », notice no PA00104385 | 45° 40′ 49″ nord, 0° 10′ 38″ ouest |       |
| Camp romain de Dampierre-sur-Boutonne                    | Dampierre-sur-Boutonne      | Charente-Maritime       | Nouvelle-Aquitaine         | inscrit    | « PA00104666 », notice no PA00104666 | 46° 04′ 42″ nord, 0° 24′ 41″ ouest |       |
| Église Saint-Symphorien de Grézac                        | Grézac                      | Charente-Maritime       | Nouvelle-Aquitaine         | classé     | « PA00104704 », notice no PA00104704 | 45° 36′ 11″ nord, 0° 50′ 31″ ouest |       |
| Église Saint-Martin de Moings                            | Moings                      | Charente-Maritime       | Nouvelle-Aquitaine         | classé     | « PA00104811 », notice no PA00104811 | 45° 28′ 44″ nord, 0° 21′ 36″ ouest |       |
| Camp romain de Saint-Séverin-sur-Boutonne                | Saint-Séverin-sur-Boutonne  | Charente-Maritime       | Nouvelle-Aquitaine         | inscrit    | « PA00105235 », notice no PA00105235 | 46° 04′ 42″ nord, 0° 24′ 41″ ouest |       |
| Hôtel de Charles VII                                     | Dun-sur-Auron               | Cher                    | Centre-Val de Loire        | classé     | « PA00096791 », notice no PA00096791 | 46° 53′ 03″ nord, 2° 34′ 11″ est   |       |
| Moulin à vent                                            | Châtellenot                 | Côte-d'Or               | Bourgogne-Franche-Comté    | inscrit    | « PA00112187 », notice no PA00112187 | 47° 14′ 15″ nord, 4° 29′ 02″ est   |       |
| Maison des Templiers de Coulmier-le-Sec                  | Coulmier-le-Sec             | Côte-d'Or               | Bourgogne-Franche-Comté    | classé     | « PA00112236 », notice no PA00112236 | 47° 44′ 59″ nord, 4° 29′ 39″ est   |       |
| Hospice Sainte-Anne                                      | Dijon                       | Côte-d'Or               | Bourgogne-Franche-Comté    | classé     | « PA00112276 », notice no PA00112276 | 47° 19′ 04″ nord, 5° 02′ 15″ est   |       |
| Château de Fontaine-Française                            | Fontaine-Française          | Côte-d'Or               | Bourgogne-Franche-Comté    | lassé M    | « PA00112465 », notice no PA00112465 | 47° 31′ 37″ nord, 5° 22′ 07″ est   |       |
| Église Saint-Bernard                                     | Fontaine-lès-Dijon          | Côte-d'Or               | Bourgogne-Franche-Comté    | inscrit    | « PA00112468 », notice no PA00112468 | 47° 20′ 42″ nord, 5° 01′ 00″ est   |       |
| Château de Lusigny-sur-Ouche                             | Lusigny-sur-Ouche           | Côte-d'Or               | Bourgogne-Franche-Comté    | classé     | « PA00112514 », notice no PA00112514 | 47° 05′ 18″ nord, 4° 40′ 26″ est   |       |
| Calvaire                                                 | Lux                         | Côte-d'Or               | Bourgogne-Franche-Comté    | inscrit    | « PA00112515 », notice no PA00112515 | 47° 29′ 18″ nord, 5° 12′ 28″ est   |       |
| Château de Messigny-et-Vantoux                           | Messigny-et-Vantoux         | Côte-d'Or               | Bourgogne-Franche-Comté    | classé     | « PA00112536 », notice no PA00112536 | 47° 23′ 37″ nord, 5° 01′ 12″ est   |       |
| Sources de la Seine                                      | Poncey-sur-l'Ignon          | Côte-d'Or               | Bourgogne-Franche-Comté    | lassé M    | « PA00112592 », notice no PA00112592 | 47° 29′ 18″ nord, 4° 42′ 59″ est   |       |
| Polissoir de Mauléon                                     | Mauléon                     | Deux-Sèvres             | Nouvelle-Aquitaine         | classé     | « PA00101260 », notice no PA00101260 | 46° 56′ 22″ nord, 0° 42′ 51″ ouest |       |
| Église Saint-Gelais de Saint-Gelais                      | Saint-Gelais                | Deux-Sèvres             | Nouvelle-Aquitaine         | classé     | « PA00101333 », notice no PA00101333 | 46° 22′ 59″ nord, 0° 23′ 27″ ouest |       |
| Château de Rognac                                        | Bassillac                   | Dordogne                | Nouvelle-Aquitaine         | inscrit    | « PA00082337 », notice no PA00082337 | 45° 11′ 55″ nord, 0° 49′ 16″ est   |       |
| Gisement de la Gravette                                  | Bayac                       | Dordogne                | Nouvelle-Aquitaine         | classé     | « PA00082339 », notice no PA00082339 | 44° 48′ 16″ nord, 0° 43′ 56″ est   |       |
| Vestiges de l'enceinte                                   | Sarlat-la-Canéda            | Dordogne                | Nouvelle-Aquitaine         | inscrit    | « PA00082931 », notice no PA00082931 | 44° 53′ 27″ nord, 1° 12′ 53″ est   |       |
| Immeuble                                                 | Sarlat-la-Canéda            | Dordogne                | Nouvelle-Aquitaine         | inscrit    | « PA00082945 », notice no PA00082945 | 44° 53′ 09″ nord, 1° 12′ 59″ est   |       |
| Château de Caussade                                      | Trélissac                   | Dordogne                | Nouvelle-Aquitaine         | classé     | « PA00083027 », notice no PA00083027 | 45° 13′ 55″ nord, 0° 48′ 19″ est   |       |
| Château de Puyguilhem                                    | Villars                     | Dordogne                | Nouvelle-Aquitaine         | inscrit    | « PA00083065 », notice no PA00083065 | 45° 25′ 34″ nord, 0° 44′ 40″ est   |       |
| Square Castan                                            | Besançon                    | Doubs                   | Bourgogne-Franche-Comté    | inscrit    | « PA00101521 », notice no PA00101521 | 47° 14′ 05″ nord, 6° 01′ 48″ est   |       |
| Escalier de la Belle Gabrielle                           | Le Coudray-Montceaux        | Essonne                 | Île-de-France              | inscrit    | « PA00087870 », notice no PA00087870 | 48° 33′ 54″ nord, 2° 29′ 44″ est   |       |
| Château de Roinville                                     | Roinville                   | Essonne                 | Île-de-France              | inscrit    | « PA00087990 », notice no PA00087990 | 48° 31′ 51″ nord, 2° 02′ 43″ est   |       |
| Enceinte préhistorique du Château-Robert                 | Acquigny                    | Eure                    | Normandie                  | classé     | « PA00099292 », notice no PA00099292 | 49° 10′ 10″ nord, 1° 11′ 43″ est   |       |
| Château des Tourelles                                    | Vernon                      | Eure                    | Normandie                  | classé     | « PA00099618 », notice no PA00099618 | 49° 05′ 53″ nord, 1° 29′ 18″ est   |       |
| Maison de la Vierge                                      | Châteaudun                  | Eure-et-Loir            | Centre-Val de Loire        | classé     | « PA00097074 », notice no PA00097074 | 48° 04′ 11″ nord, 1° 19′ 24″ est   |       |
| Porte Roquecourbe                                        | Beaucaire                   | Gard                    | Occitanie                  | inscrit    | « PA00103022 », notice no PA00103022 | 43° 48′ 35″ nord, 4° 38′ 46″ est   |       |
| Chapelle Saint-Caprais de Castillon-du-Gard              | Castillon-du-Gard           | Gard                    | Occitanie                  | inscrit    | « PA00103034 », notice no PA00103034 | 43° 58′ 30″ nord, 4° 32′ 51″ est   |       |
| Porte de Pont-Saint-Esprit                               | Pont-Saint-Esprit           | Gard                    | Occitanie                  | inscrit    | « PA00103171 », notice no PA00103171 |                                    |       |
| Maison Henri IV                                          | Auch                        | Gers                    | Occitanie                  | inscrit    | « PA00094712 », notice no PA00094712 | 43° 38′ 43″ nord, 0° 35′ 04″ est   |       |
| Tour d'Armagnac ou du Sénéchal                           | Auch                        | Gers                    | Occitanie                  | classé     | « PA00094720 », notice no PA00094720 | 43° 38′ 45″ nord, 0° 35′ 12″ est   |       |
| Cathédrale Saint-Luperc d'Eauze                          | Eauze                       | Gers                    | Occitanie                  | inscrit    | « PA00094791 », notice no PA00094791 | 43° 51′ 39″ nord, 0° 06′ 02″ est   |       |
| Monument au général Rapp                                 | Colmar                      | Haut-Rhin               | Grand Est                  | classé     | « PA00085408 », notice no PA00085408 | 48° 04′ 37″ nord, 7° 21′ 15″ est   |       |
| Château de la Rochelambert                               | Saint-Paulien               | Haute-Loire             | Auvergne-Rhône-Alpes       | classé     | « PA00092872 », notice no PA00092872 | 45° 07′ 26″ nord, 3° 47′ 27″ est   |       |
| Maison à pans de bois                                    | Saint-Dizier                | Haute-Marne             | Grand Est                  | classé     | « PA00079227 », notice no PA00079227 | 48° 38′ 17″ nord, 4° 56′ 59″ est   |       |
| Église de l'Assomption de Voray-sur-l'Ognon              | Voray-sur-l'Ognon           | Haute-Saône             | Bourgogne-Franche-Comté    | classé     | « PA00102297 », notice no PA00102297 | 47° 20′ 21″ nord, 6° 01′ 08″ est   |       |
| Tour de Château-Chervix                                  | Château-Chervix             | Haute-Vienne            | Nouvelle-Aquitaine         | classé     | « PA00100276 », notice no PA00100276 | 45° 36′ 33″ nord, 1° 21′ 13″ est   |       |
| Dolmen du Montheil                                       | Folles                      | Haute-Vienne            | Nouvelle-Aquitaine         | classé     | « PA00100314 », notice no PA00100314 | 46° 06′ 30″ nord, 1° 26′ 30″ est   |       |
| Menhir des Fichades                                      | Fromental                   | Haute-Vienne            | Nouvelle-Aquitaine         | classé     | « PA00100318 », notice no PA00100318 | 46° 09′ 05″ nord, 1° 25′ 50″ est   |       |
| Dolmen de Bagnol                                         | Fromental                   | Haute-Vienne            | Nouvelle-Aquitaine         | classé     | « PA00100317 », notice no PA00100317 | 46° 09′ 18″ nord, 1° 26′ 01″ est   |       |
| Pierre levée de La Roche-l'Abeille                       | La Roche-l'Abeille          | Haute-Vienne            | Nouvelle-Aquitaine         | classé     | « PA00100427 », notice no PA00100427 | 45° 35′ 44″ nord, 1° 16′ 19″ est   |       |
| Église Saint-Claude du Casset                            | Le Monêtier-les-Bains       | Hautes-Alpes            | Provence-Alpes-Côte d'Azur | inscrit    | « PA00080585 », notice no PA00080585 | 44° 59′ 13″ nord, 6° 28′ 56″ est   |       |
| Église Saint-Jean-Baptiste de Lannemezan                 | Lannemezan                  | Hautes-Pyrénées         | Occitanie                  | inscrit    | « PA00095387 », notice no PA00095387 | 43° 07′ 38″ nord, 0° 23′ 06″ est   |       |
| Folie Huvé                                               | Meudon                      | Hauts-de-Seine          | Île-de-France              | classé     | « PA00088122 », notice no PA00088122 | 48° 49′ 11″ nord, 2° 14′ 30″ est   |       |
| Chapelle Saint-Étienne d'Issensac                        | Brissac                     | Hérault                 | Occitanie                  | classé     | « PA00103397 », notice no PA00103397 | 43° 50′ 36″ nord, 3° 42′ 03″ est   |       |
| Hôtel Saint-Côme                                         | Montpellier                 | Hérault                 | Occitanie                  | classé     | « PA00103586 », notice no PA00103586 | 43° 36′ 29″ nord, 3° 52′ 38″ est   |       |
| Hôtel des Trésoriers de la Bourse                        | Montpellier                 | Hérault                 | Occitanie                  | classé     | « PA00103591 », notice no PA00103591 | 43° 36′ 35″ nord, 3° 52′ 35″ est   |       |
| Hôtel de Roquemore                                       | Montpellier                 | Hérault                 | Occitanie                  | classé     | « PA00103585 », notice no PA00103585 | 43° 36′ 43″ nord, 3° 52′ 41″ est   |       |
| Château de la Mogère                                     | Montpellier                 | Hérault                 | Occitanie                  | classé     | « PA00103527 », notice no PA00103527 | 43° 36′ 02″ nord, 3° 55′ 33″ est   |       |
| Hôtel de Ricard                                          | Montpellier                 | Hérault                 | Occitanie                  | inscrit    | « PA00103584 », notice no PA00103584 | 43° 36′ 32″ nord, 3° 52′ 27″ est   |       |
| Chapelle Saint-Yves, actuel office du tourisme           | Rennes                      | Ille-et-Vilaine         | Bretagne                   | classé     | « PA00090676 », notice no PA00090676 | 48° 06′ 38″ nord, 1° 40′ 59″ ouest |       |
| Cathédrale Saint-Pierre d'Aleth                          | Saint-Malo                  | Ille-et-Vilaine         | Bretagne                   | inscrit    | « PA00090800 », notice no PA00090800 | 48° 38′ 09″ nord, 2° 01′ 37″ ouest |       |
| Menhir du Champ de la Pierre et menhir du Champ Horel    | Le Sel-de-Bretagne          | Ille-et-Vilaine         | Bretagne                   | classé     | « PA00090885 », notice no PA00090885 | 47° 53′ 56″ nord, 1° 36′ 23″ ouest |       |
| Église Saint-Laurent de Palluau-sur-Indre                | Palluau-sur-Indre           | Indre                   | Centre-Val de Loire        | classé     | « PA00097420 », notice no PA00097420 | 46° 56′ 39″ nord, 1° 18′ 42″ est   |       |
| Château de Champigny-sur-Veude                           | Champigny-sur-Veude         | Indre-et-Loire          | Centre-Val de Loire        | classé     | « PA00097626 », notice no PA00097626 | 47° 04′ 05″ nord, 0° 19′ 05″ est   |       |
| Château de Cravant                                       | Cravant-les-Côteaux         | Indre-et-Loire          | Centre-Val de Loire        | inscrit    | « PA00097717 », notice no PA00097717 | 47° 10′ 02″ nord, 0° 20′ 38″ est   |       |
| Maison                                                   | Crissay-sur-Manse           | Indre-et-Loire          | Centre-Val de Loire        | inscrit    | « PA00097724 », notice no PA00097724 | 47° 08′ 59″ nord, 0° 29′ 07″ est   |       |
| Château de Gizeux                                        | Gizeux                      | Indre-et-Loire          | Centre-Val de Loire        | classé     | « PA00097766 », notice no PA00097766 | 47° 23′ 26″ nord, 0° 12′ 22″ est   |       |
| Dolmen de Doux                                           | Pussigny                    | Indre-et-Loire          | Centre-Val de Loire        | classé     | « PA00097930 », notice no PA00097930 | 46° 58′ 44″ nord, 0° 31′ 17″ est   |       |
| Halle                                                    | Richelieu                   | Indre-et-Loire          | Centre-Val de Loire        | classé     | « PA00097949 », notice no PA00097949 | 47° 00′ 45″ nord, 0° 19′ 30″ est   |       |
| Dolmen de Boumiers                                       | Sainte-Maure-de-Touraine    | Indre-et-Loire          | Centre-Val de Loire        | inscrit    | « PA37000034 », notice no PA37000034 | 47° 05′ 03″ nord, 0° 35′ 57″ est   |       |
| Croix de Chevigny                                        | Chevigny                    | Jura                    | Bourgogne-Franche-Comté    | classé     | « PA00101829 », notice no PA00101829 | 47° 10′ 30″ nord, 5° 28′ 27″ est   |       |
| Couvent des Jacobins de Poligny                          | Poligny                     | Jura                    | Bourgogne-Franche-Comté    | classé     | « PA00101995 », notice no PA00101995 | 46° 50′ 07″ nord, 5° 42′ 33″ est   |       |
| Hôtel Jacques de Moulins                                 | Blois                       | Loir-et-Cher            | Centre-Val de Loire        | inscrit    | « PA00098369 », notice no PA00098369 | 47° 35′ 15″ nord, 1° 20′ 08″ est   |       |
| Crypte de Bourgmoyen                                     | Blois                       | Loir-et-Cher            | Centre-Val de Loire        | inscrit    | « PA00098341 », notice no PA00098341 |                                    |       |
| Château de Lavardin                                      | Lavardin                    | Loir-et-Cher            | Centre-Val de Loire        | classé     | « PA00098461 », notice no PA00098461 | 47° 44′ 28″ nord, 0° 53′ 01″ est   |       |
| Prieuré du Châtelet                                      | Chambles                    | Loire                   | Auvergne-Rhône-Alpes       | inscrit    | « PA00117440 », notice no PA00117440 | 45° 26′ 32″ nord, 4° 15′ 18″ est   |       |
| Couvent des Ursulines de Saint-Bonnet-le-Château         | Saint-Bonnet-le-Château     | Loire                   | Auvergne-Rhône-Alpes       | inscrit    | « PA00117577 », notice no PA00117577 | 45° 25′ 25″ nord, 4° 04′ 04″ est   |       |
| Maison                                                   | Saint-Bonnet-le-Château     | Loire                   | Auvergne-Rhône-Alpes       | inscrit    | « PA00117584 », notice no PA00117584 | 45° 25′ 23″ nord, 4° 04′ 02″ est   |       |
| Immeuble                                                 | Saint-Galmier               | Loire                   | Auvergne-Rhône-Alpes       | classé     | « PA00117611 », notice no PA00117611 | 45° 35′ 20″ nord, 4° 19′ 02″ est   |       |
| Château de Grangent                                      | Saint-Just-Saint-Rambert    | Loire                   | Auvergne-Rhône-Alpes       | inscrit    | « PA00117638 », notice no PA00117638 | 45° 27′ 53″ nord, 4° 15′ 14″ est   |       |
| Immeuble                                                 | Nantes                      | Loire-Atlantique        | Pays de la Loire           | inscrit    | « PA00108691 », notice no PA00108691 | 47° 12′ 52″ nord, 1° 33′ 17″ ouest |       |
| Hôtel Deurbroucq                                         | Nantes                      | Loire-Atlantique        | Pays de la Loire           | inscrit    | « PA00108663 », notice no PA00108663 | 47° 12′ 40″ nord, 1° 33′ 28″ ouest |       |
| Temple du Goût                                           | Nantes                      | Loire-Atlantique        | Pays de la Loire           | classé     | « PA00108689 », notice no PA00108689 | 47° 12′ 45″ nord, 1° 33′ 25″ ouest |       |
| Immeuble                                                 | Nantes                      | Loire-Atlantique        | Pays de la Loire           | inscrit    | « PA00108716 », notice no PA00108716 | 47° 12′ 52″ nord, 1° 33′ 19″ ouest |       |
| Château de la Motte                                      | Château-Renard              | Loiret                  | Centre-Val de Loire        | classé     | « PA00098740 », notice no PA00098740 | 47° 55′ 49″ nord, 2° 55′ 44″ est   |       |
| Immeuble                                                 | Orléans                     | Loiret                  | Centre-Val de Loire        | inscrit    | « PA00098858 », notice no PA00098858 | 47° 54′ 06″ nord, 1° 54′ 30″ est   |       |
| Immeuble                                                 | Orléans                     | Loiret                  | Centre-Val de Loire        | inscrit    | « PA00098872 », notice no PA00098872 | 47° 54′ 06″ nord, 1° 54′ 24″ est   |       |
| Immeuble                                                 | Orléans                     | Loiret                  | Centre-Val de Loire        | inscrit    | « PA00098884 », notice no PA00098884 | 47° 54′ 05″ nord, 1° 54′ 17″ est   |       |
| Immeuble                                                 | Orléans                     | Loiret                  | Centre-Val de Loire        | inscrit    | « PA00098888 », notice no PA00098888 | 47° 54′ 05″ nord, 1° 54′ 15″ est   |       |
| Immeuble                                                 | Orléans                     | Loiret                  | Centre-Val de Loire        | inscrit    | « PA00098865 », notice no PA00098865 | 47° 54′ 06″ nord, 1° 54′ 28″ est   |       |
| Immeuble                                                 | Orléans                     | Loiret                  | Centre-Val de Loire        | inscrit    | « PA00098867 », notice no PA00098867 | 47° 54′ 06″ nord, 1° 54′ 26″ est   |       |
| Immeuble                                                 | Orléans                     | Loiret                  | Centre-Val de Loire        | inscrit    | « PA00098875 », notice no PA00098875 | 47° 54′ 05″ nord, 1° 54′ 23″ est   |       |
| Immeuble                                                 | Orléans                     | Loiret                  | Centre-Val de Loire        | inscrit    | « PA00098881 », notice no PA00098881 | 47° 54′ 06″ nord, 1° 54′ 18″ est   |       |
| Immeuble                                                 | Orléans                     | Loiret                  | Centre-Val de Loire        | inscrit    | « PA00098866 », notice no PA00098866 | 47° 54′ 06″ nord, 1° 54′ 28″ est   |       |
| Immeuble                                                 | Orléans                     | Loiret                  | Centre-Val de Loire        | inscrit    | « PA00098869 », notice no PA00098869 | 47° 54′ 06″ nord, 1° 54′ 26″ est   |       |
| Immeuble                                                 | Orléans                     | Loiret                  | Centre-Val de Loire        | inscrit    | « PA00098870 », notice no PA00098870 | 47° 54′ 06″ nord, 1° 54′ 26″ est   |       |
| Immeuble                                                 | Orléans                     | Loiret                  | Centre-Val de Loire        | inscrit    | « PA00098873 », notice no PA00098873 | 47° 54′ 06″ nord, 1° 54′ 24″ est   |       |
| Immeuble                                                 | Orléans                     | Loiret                  | Centre-Val de Loire        | inscrit    | « PA00098880 », notice no PA00098880 | 47° 54′ 05″ nord, 1° 54′ 18″ est   |       |
| Immeuble                                                 | Orléans                     | Loiret                  | Centre-Val de Loire        | inscrit    | « PA00098885 », notice no PA00098885 | 47° 54′ 05″ nord, 1° 54′ 15″ est   |       |
| Immeuble                                                 | Orléans                     | Loiret                  | Centre-Val de Loire        | inscrit    | « PA00098886 », notice no PA00098886 | 47° 54′ 05″ nord, 1° 54′ 16″ est   |       |
| Immeuble                                                 | Orléans                     | Loiret                  | Centre-Val de Loire        | inscrit    | « PA00098887 », notice no PA00098887 | 47° 54′ 05″ nord, 1° 54′ 15″ est   |       |
| Immeuble                                                 | Orléans                     | Loiret                  | Centre-Val de Loire        | inscrit    | « PA00098864 », notice no PA00098864 | 47° 54′ 06″ nord, 1° 54′ 28″ est   |       |
| Immeuble                                                 | Orléans                     | Loiret                  | Centre-Val de Loire        | inscrit    | « PA00098876 », notice no PA00098876 | 47° 54′ 05″ nord, 1° 54′ 21″ est   |       |
| Immeuble                                                 | Orléans                     | Loiret                  | Centre-Val de Loire        | inscrit    | « PA00098883 », notice no PA00098883 | 47° 54′ 05″ nord, 1° 54′ 16″ est   |       |
| Immeuble                                                 | Orléans                     | Loiret                  | Centre-Val de Loire        | inscrit    | « PA00098863 », notice no PA00098863 | 47° 54′ 06″ nord, 1° 54′ 29″ est   |       |
| Immeuble                                                 | Orléans                     | Loiret                  | Centre-Val de Loire        | inscrit    | « PA00098859 », notice no PA00098859 | 47° 54′ 07″ nord, 1° 54′ 30″ est   |       |
| Immeuble                                                 | Orléans                     | Loiret                  | Centre-Val de Loire        | inscrit    | « PA00098860 », notice no PA00098860 | 47° 54′ 06″ nord, 1° 54′ 30″ est   |       |
| Immeuble                                                 | Orléans                     | Loiret                  | Centre-Val de Loire        | inscrit    | « PA00098861 », notice no PA00098861 | 47° 54′ 07″ nord, 1° 54′ 30″ est   |       |
| Immeuble                                                 | Orléans                     | Loiret                  | Centre-Val de Loire        | inscrit    | « PA00098862 », notice no PA00098862 | 47° 54′ 06″ nord, 1° 54′ 29″ est   |       |
| Immeuble                                                 | Orléans                     | Loiret                  | Centre-Val de Loire        | inscrit    | « PA00098868 », notice no PA00098868 | 47° 54′ 06″ nord, 1° 54′ 26″ est   |       |
| Immeuble                                                 | Orléans                     | Loiret                  | Centre-Val de Loire        | inscrit    | « PA00098871 », notice no PA00098871 | 47° 54′ 06″ nord, 1° 54′ 25″ est   |       |
| Immeuble                                                 | Orléans                     | Loiret                  | Centre-Val de Loire        | inscrit    | « PA00098874 », notice no PA00098874 | 47° 54′ 06″ nord, 1° 54′ 24″ est   |       |
| Immeuble                                                 | Orléans                     | Loiret                  | Centre-Val de Loire        | inscrit    | « PA00098877 », notice no PA00098877 | 47° 54′ 06″ nord, 1° 54′ 20″ est   |       |
| Immeuble                                                 | Orléans                     | Loiret                  | Centre-Val de Loire        | inscrit    | « PA00098878 », notice no PA00098878 | 47° 54′ 05″ nord, 1° 54′ 19″ est   |       |
| Immeuble                                                 | Orléans                     | Loiret                  | Centre-Val de Loire        | inscrit    | « PA00098879 », notice no PA00098879 | 47° 54′ 06″ nord, 1° 54′ 19″ est   |       |
| Immeuble                                                 | Orléans                     | Loiret                  | Centre-Val de Loire        | inscrit    | « PA00098882 », notice no PA00098882 | 47° 54′ 05″ nord, 1° 54′ 18″ est   |       |
| Hôtel de ville                                           | Mende                       | Lozère                  | Occitanie                  | inscrit    | « PA00103864 », notice no PA00103864 | 44° 31′ 04″ nord, 3° 30′ 06″ est   |       |
| Niche                                                    | Mende                       | Lozère                  | Occitanie                  | inscrit    | « PA00103875 », notice no PA00103875 | 44° 31′ 03″ nord, 3° 29′ 59″ est   |       |
| Niche                                                    | Mende                       | Lozère                  | Occitanie                  | inscrit    | « PA00103876 », notice no PA00103876 | 44° 31′ 02″ nord, 3° 29′ 59″ est   |       |
| Fontaine d'Aigues-Passes                                 | Mende                       | Lozère                  | Occitanie                  | inscrit    | « PA00103862 », notice no PA00103862 | 44° 31′ 04″ nord, 3° 29′ 49″ est   |       |
| Château de Canisy                                        | Canisy                      | Manche                  | Normandie                  | classé     | « PA00110350 », notice no PA00110350 | 49° 04′ 45″ nord, 1° 10′ 15″ ouest |       |
| Remparts                                                 | Saint-Lô                    | Manche                  | Normandie                  | inscrit    | « PA00110587 », notice no PA00110587 | 49° 06′ 55″ nord, 1° 05′ 52″ ouest |       |
| Abbaye : église                                          | Saint-Sauveur-le-Vicomte    | Manche                  | Normandie                  | inscrit    | « PA00110602 », notice no PA00110602 | 49° 22′ 57″ nord, 1° 31′ 33″ ouest |       |
| Église des Cordeliers                                    | Nancy                       | Meurthe-et-Moselle      | Grand Est                  | classé     | « PA00106105 », notice no PA00106105 | 48° 41′ 52″ nord, 6° 10′ 46″ est   |       |
| Immeuble                                                 | Nancy                       | Meurthe-et-Moselle      | Grand Est                  | classé     | « PA00106159 », notice no PA00106159 | 48° 41′ 46″ nord, 6° 10′ 55″ est   |       |
| Hôtel de Chastenoy                                       | Nancy                       | Meurthe-et-Moselle      | Grand Est                  | classé     | « PA00106112 », notice no PA00106112 | 48° 41′ 54″ nord, 6° 10′ 42″ est   |       |
| Immeuble                                                 | Nancy                       | Meurthe-et-Moselle      | Grand Est                  | inscrit    | « PA00106229 », notice no PA00106229 | 48° 41′ 23″ nord, 6° 11′ 17″ est   |       |
| Immeuble                                                 | Nancy                       | Meurthe-et-Moselle      | Grand Est                  | inscrit    | « PA00106262 », notice no PA00106262 | 48° 41′ 16″ nord, 6° 11′ 05″ est   |       |
| Immeuble                                                 | Nancy                       | Meurthe-et-Moselle      | Grand Est                  | classé     | « PA00106186 », notice no PA00106186 | 48° 41′ 44″ nord, 6° 10′ 45″ est   |       |
| Pavillon à l'est de la porte de la Craffe                | Nancy                       | Meurthe-et-Moselle      | Grand Est                  | inscrit    | « PA00106307 », notice no PA00106307 | 48° 41′ 56″ nord, 6° 10′ 41″ est   |       |
| Hôtel de Raigecourt                                      | Nancy                       | Meurthe-et-Moselle      | Grand Est                  | inscrit    | « PA00106189 », notice no PA00106189 | 48° 41′ 31″ nord, 6° 11′ 15″ est   |       |
| Hôtel des deux Sirènes                                   | Nancy                       | Meurthe-et-Moselle      | Grand Est                  | inscrit    | « PA00106301 », notice no PA00106301 | 48° 41′ 48″ nord, 6° 10′ 44″ est   |       |
| Immeuble                                                 | Nancy                       | Meurthe-et-Moselle      | Grand Est                  | inscrit    | « PA00106259 », notice no PA00106259 | 48° 41′ 26″ nord, 6° 11′ 07″ est   |       |
| Pavillon à l'ouest de la porte de la Craffe              | Nancy                       | Meurthe-et-Moselle      | Grand Est                  | inscrit    | « PA00106308 », notice no PA00106308 | 48° 41′ 55″ nord, 6° 10′ 40″ est   |       |
| Prieuré de Saint-Cado                                    | Auray                       | Morbihan                | Bretagne                   | inscrit    | « PA00091012 », notice no PA00091012 | 47° 39′ 50″ nord, 2° 59′ 23″ ouest |       |
| Dolmen de Kerlutu                                        | Belz                        | Morbihan                | Bretagne                   | classé     | « PA00091029 », notice no PA00091029 | 47° 40′ 27″ nord, 3° 10′ 52″ ouest |       |
| Dolmens de Kerprovost                                    | Belz                        | Morbihan                | Bretagne                   | classé     | « PA00091025 », notice no PA00091025 | 47° 39′ 55″ nord, 3° 11′ 18″ ouest |       |
| Habitation gauloise                                      | Carnac                      | Morbihan                | Bretagne                   | classé     | « PA00091107 », notice no PA00091107 | 47° 38′ 05″ nord, 3° 04′ 07″ ouest |       |
| Église Notre-Dame-de-la-Fosse                            | La Chapelle-Neuve           | Morbihan                | Bretagne                   | classé     | « PA00091154 », notice no PA00091154 | 47° 51′ 54″ nord, 2° 56′ 30″ ouest |       |
| Château                                                  | Loyat                       | Morbihan                | Bretagne                   | classé     | « PA00091413 », notice no PA00091413 | 47° 59′ 47″ nord, 2° 24′ 25″ ouest |       |
| Chapelle de Locmaria                                     | Melrand                     | Morbihan                | Bretagne                   | classé     | « PA00091437 », notice no PA00091437 | 47° 59′ 29″ nord, 3° 05′ 40″ ouest |       |
| Dolmen de Kergazec                                       | Plouharnel                  | Morbihan                | Bretagne                   | classé     | « PA56000071 », notice no PA56000071 | 47° 37′ 02″ nord, 3° 07′ 43″ ouest |       |
| Mairie                                                   | Port-Louis                  | Morbihan                | Bretagne                   | inscrit    | « PA00091587 », notice no PA00091587 | 47° 42′ 30″ nord, 3° 21′ 22″ ouest |       |
| Maison                                                   | Port-Louis                  | Morbihan                | Bretagne                   | inscrit    | « PA00091589 », notice no PA00091589 | 47° 42′ 28″ nord, 3° 21′ 14″ ouest |       |
| Chapelle de Saint-Gobrien                                | Saint-Servant               | Morbihan                | Bretagne                   | inscrit    | « PA00091715 », notice no PA00091715 | 47° 55′ 39″ nord, 2° 30′ 54″ ouest |       |
| Hôtel Saint-Georges                                      | Vannes                      | Morbihan                | Bretagne                   | inscrit    | « PA00091786 », notice no PA00091786 | 47° 39′ 25″ nord, 2° 45′ 26″ ouest |       |
| Tour Saint-Éloi                                          | Nevers                      | Nièvre                  | Bourgogne-Franche-Comté    | classé     | « PA00112974 », notice no PA00112974 | 46° 59′ 16″ nord, 3° 09′ 45″ est   |       |
| Tour Goguin                                              | Nevers                      | Nièvre                  | Bourgogne-Franche-Comté    | classé     | « PA00112973 », notice no PA00112973 | 46° 59′ 04″ nord, 3° 09′ 20″ est   |       |
| Remparts de Nevers                                       | Nevers                      | Nièvre                  | Bourgogne-Franche-Comté    | classé     | « PA00112971 », notice no PA00112971 | 46° 59′ 12″ nord, 3° 09′ 14″ est   |       |
| Maison                                                   | Douai                       | Nord                    | Hauts-de-France            | inscrit    | « PA00107481 », notice no PA00107481 | 50° 22′ 08″ nord, 3° 04′ 39″ est   |       |
| Maison                                                   | Douai                       | Nord                    | Hauts-de-France            | inscrit    | « PA00107464 », notice no PA00107464 | 50° 22′ 08″ nord, 3° 04′ 25″ est   |       |
| Hôtel du Gouverneur                                      | Douai                       | Nord                    | Hauts-de-France            | inscrit    | « PA00107462 », notice no PA00107462 | 50° 22′ 15″ nord, 3° 04′ 43″ est   |       |
| Maison de la Poule                                       | Douai                       | Nord                    | Hauts-de-France            | inscrit    | « PA00107466 », notice no PA00107466 | 50° 22′ 08″ nord, 3° 04′ 42″ est   |       |
| Maison                                                   | Douai                       | Nord                    | Hauts-de-France            | inscrit    | « PA00107480 », notice no PA00107480 | 50° 22′ 08″ nord, 3° 04′ 39″ est   |       |
| Place du Marché-au-Poisson                               | Douai                       | Nord                    | Hauts-de-France            | inscrit    | « PA00107484 », notice no PA00107484 | 50° 22′ 08″ nord, 3° 04′ 39″ est   |       |
| Maison                                                   | Douai                       | Nord                    | Hauts-de-France            | inscrit    | « PA00107482 », notice no PA00107482 | 50° 22′ 10″ nord, 3° 04′ 36″ est   |       |
| Porte d'Arras                                            | Douai                       | Nord                    | Hauts-de-France            | inscrit    | « PA00107485 », notice no PA00107485 | 50° 21′ 57″ nord, 3° 04′ 14″ est   |       |
| Église Saint-Folquin d'Esquelbecq                        | Esquelbecq                  | Nord                    | Hauts-de-France            | inscrit    | « PA00107518 », notice no PA00107518 | 50° 53′ 10″ nord, 2° 25′ 53″ est   |       |
| Immeuble                                                 | Lille                       | Nord                    | Hauts-de-France            | inscrit    | « PA00107626 », notice no PA00107626 | 50° 38′ 29″ nord, 3° 03′ 48″ est   |       |
| Hôpital militaire Scrive                                 | Lille                       | Nord                    | Hauts-de-France            | inscrit    | « PA00107590 », notice no PA00107590 | 50° 38′ 04″ nord, 3° 03′ 38″ est   |       |
| Immeubles                                                | Lille                       | Nord                    | Hauts-de-France            | inscrit    | « PA00107636 », notice no PA00107636 | 50° 38′ 10″ nord, 3° 03′ 49″ est   |       |
| Cimetière de Seclin                                      | Seclin                      | Nord                    | Hauts-de-France            | classé     | « PA00107810 », notice no PA00107810 | 50° 33′ 19″ nord, 3° 01′ 47″ est   |       |
| Immeuble                                                 | Valenciennes                | Nord                    | Hauts-de-France            | inscrit    | « PA00107862 », notice no PA00107862 | 50° 21′ 21″ nord, 3° 31′ 17″ est   |       |
| Hôpital général                                          | Valenciennes                | Nord                    | Hauts-de-France            | classé     | « PA00107851 », notice no PA00107851 | 50° 21′ 45″ nord, 3° 31′ 33″ est   |       |
| Église Saint-Wandrille de Rivecourt                      | Rivecourt                   | Oise                    | Hauts-de-France            | inscrit    | « PA00114840 », notice no PA00114840 | 49° 20′ 56″ nord, 2° 44′ 10″ est   |       |
| Abbaye Saint-Vincent                                     | Senlis                      | Oise                    | Hauts-de-France            | inscrit    | « PA00114880 », notice no PA00114880 | 49° 12′ 09″ nord, 2° 35′ 22″ est   |       |
| Donjon d'Argentan                                        | Argentan                    | Orne                    | Normandie                  | inscrit    | « PA00110717 », notice no PA00110717 | 48° 44′ 38″ nord, 0° 01′ 05″ ouest |       |
| Immeuble                                                 | 1er arrondissement de Paris | Paris                   | Île-de-France              | classé     | « PA00085872 », notice no PA00085872 | 48° 51′ 25″ nord, 2° 20′ 30″ est   |       |
| Collège des Écossais                                     | 5e arrondissement de Paris  | Paris                   | Île-de-France              | inscrit    | « PA00088403 », notice no PA00088403 | 48° 50′ 45″ nord, 2° 21′ 02″ est   |       |
| Hôtel de la Monnaie                                      | 6e arrondissement de Paris  | Paris                   | Île-de-France              | classé     | « PA00088666 », notice no PA00088666 | 48° 51′ 23″ nord, 2° 20′ 20″ est   |       |
| Hôtel de Chanaleilles                                    | 7e arrondissement de Paris  | Paris                   | Île-de-France              | inscrit    | « PA00088706 », notice no PA00088706 | 48° 51′ 12″ nord, 2° 19′ 08″ est   |       |
| Immeuble                                                 | 9e arrondissement de Paris  | Paris                   | Île-de-France              | classé     | « PA00088969 », notice no PA00088969 | 48° 52′ 27″ nord, 2° 20′ 12″ est   |       |
| Remparts                                                 | Arras                       | Pas-de-Calais           | Hauts-de-France            | inscrit    | « PA00107985 », notice no PA00107985 |                                    |       |
| Fontaine Louis XVI et pavillon                           | Boulogne-sur-Mer            | Pas-de-Calais           | Hauts-de-France            | inscrit    | « PA00108231 », notice no PA00108231 | 50° 43′ 25″ nord, 1° 36′ 53″ est   |       |
| Chapelle des Sœurs noires de Saint-Pol-sur-Ternoise      | Saint-Pol-sur-Ternoise      | Pas-de-Calais           | Hauts-de-France            | inscrit    | « PA00108425 », notice no PA00108425 | 50° 22′ 53″ nord, 2° 20′ 14″ est   |       |
| Église Saint-Vincent de Nay                              | Nay                         | Pyrénées-Atlantiques    | Nouvelle-Aquitaine         | inscrit    | « PA00084463 », notice no PA00084463 | 43° 10′ 51″ nord, 0° 15′ 44″ ouest |       |
| Vieille tour de Pontacq                                  | Pontacq                     | Pyrénées-Atlantiques    | Nouvelle-Aquitaine         | inscrit    | « PA00084488 », notice no PA00084488 | 43° 11′ 05″ nord, 0° 06′ 52″ ouest |       |
| Aqueduc de la Brévenne                                   | Écully                      | Rhône                   | Auvergne-Rhône-Alpes       | classé     | « PA00117757 », notice no PA00117757 | 45° 45′ 39″ nord, 4° 47′ 08″ est   |       |
| Édicule Renaissance d'Écully                             | Écully                      | Rhône                   | Auvergne-Rhône-Alpes       | classé     | « PA00117758 », notice no PA00117758 | 45° 46′ 12″ nord, 4° 46′ 51″ est   |       |
| Chapelle Saint-Vincent de Saint-Laurent-d'Agny           | Saint-Laurent-d'Agny        | Rhône                   | Auvergne-Rhône-Alpes       | classé     | « PA00118045 », notice no PA00118045 | 45° 38′ 50″ nord, 4° 40′ 30″ est   |       |
| Chapelle Saint-Nicolas                                   | Autun                       | Saône-et-Loire          | Bourgogne-Franche-Comté    | classé     | « PA00113074 », notice no PA00113074 | 46° 57′ 20″ nord, 4° 18′ 02″ est   |       |
| Église Saint-Loup de Bergesserin                         | Bergesserin                 | Saône-et-Loire          | Bourgogne-Franche-Comté    | classé     | « PA00113112 », notice no PA00113112 | 46° 24′ 05″ nord, 4° 33′ 44″ est   |       |
| Château de Pierre-de-Bresse                              | Pierre-de-Bresse            | Saône-et-Loire          | Bourgogne-Franche-Comté    | inscrit    | « PA00113389 », notice no PA00113389 | 46° 52′ 55″ nord, 5° 15′ 56″ est   |       |
| Hôtel de Courcival                                       | Le Mans                     | Sarthe                  | Pays de la Loire           | inscrit    | « PA00109817 », notice no PA00109817 | 48° 00′ 25″ nord, 0° 11′ 40″ est   |       |
| Château (inscrit) et Palais des Comtes du Maine (classé) | Le Mans                     | Sarthe                  | Pays de la Loire           | inscrit    | « PA00109801 », notice no PA00109801 | 48° 00′ 27″ nord, 0° 11′ 51″ est   |       |
| Hôtel de Vaux                                            | Le Mans                     | Sarthe                  | Pays de la Loire           | classé     | « PA00109823 », notice no PA00109823 | 48° 00′ 29″ nord, 0° 11′ 43″ est   |       |
| Maison                                                   | Le Mans                     | Sarthe                  | Pays de la Loire           | inscrit    | « PA00109830 », notice no PA00109830 | 48° 00′ 30″ nord, 0° 11′ 48″ est   |       |
| Hôtel Legras du Luart                                    | Le Mans                     | Sarthe                  | Pays de la Loire           | inscrit    | « PA00109833 », notice no PA00109833 | 48° 00′ 25″ nord, 0° 11′ 42″ est   |       |
| Maison                                                   | Le Mans                     | Sarthe                  | Pays de la Loire           | inscrit    | « PA00109839 », notice no PA00109839 | 48° 00′ 27″ nord, 0° 11′ 38″ est   |       |
| Maison                                                   | Le Mans                     | Sarthe                  | Pays de la Loire           | inscrit    | « PA00109845 », notice no PA00109845 | 48° 00′ 28″ nord, 0° 11′ 44″ est   |       |
| Immeuble                                                 | Le Mans                     | Sarthe                  | Pays de la Loire           | inscrit    | « PA00109850 », notice no PA00109850 |                                    |       |
| Sol de la rue                                            | Le Mans                     | Sarthe                  | Pays de la Loire           | inscrit    | « PA00109857 », notice no PA00109857 | 48° 00′ 21″ nord, 0° 11′ 39″ est   |       |
| Sol de la rue                                            | Le Mans                     | Sarthe                  | Pays de la Loire           | inscrit    | « PA00109864 », notice no PA00109864 | 48° 00′ 30″ nord, 0° 11′ 49″ est   |       |
| Escalier de la Petite-Poterne                            | Le Mans                     | Sarthe                  | Pays de la Loire           | inscrit    | « PA00109811 », notice no PA00109811 | 48° 00′ 28″ nord, 0° 11′ 42″ est   |       |
| Escalier de la Grande-Poterne                            | Le Mans                     | Sarthe                  | Pays de la Loire           | inscrit    | « PA00109812 », notice no PA00109812 | 48° 00′ 29″ nord, 0° 11′ 41″ est   |       |
| Hôtel d'Arcy                                             | Le Mans                     | Sarthe                  | Pays de la Loire           | inscrit    | « PA00109814 », notice no PA00109814 | 48° 00′ 30″ nord, 0° 11′ 46″ est   |       |
| Maison                                                   | Le Mans                     | Sarthe                  | Pays de la Loire           | inscrit    | « PA00109824 », notice no PA00109824 | 48° 00′ 28″ nord, 0° 11′ 45″ est   |       |
| Maison                                                   | Le Mans                     | Sarthe                  | Pays de la Loire           | inscrit    | « PA00109825 », notice no PA00109825 | 48° 00′ 29″ nord, 0° 11′ 44″ est   |       |
| Maison                                                   | Le Mans                     | Sarthe                  | Pays de la Loire           | inscrit    | « PA00109829 », notice no PA00109829 | 48° 00′ 30″ nord, 0° 11′ 49″ est   |       |
| Maison                                                   | Le Mans                     | Sarthe                  | Pays de la Loire           | inscrit    | « PA00109847 », notice no PA00109847 | 48° 00′ 21″ nord, 0° 11′ 41″ est   |       |
| Sol de la rue                                            | Le Mans                     | Sarthe                  | Pays de la Loire           | inscrit    | « PA00109855 », notice no PA00109855 | 48° 00′ 34″ nord, 0° 11′ 49″ est   |       |
| Sol de la rue                                            | Le Mans                     | Sarthe                  | Pays de la Loire           | inscrit    | « PA00109858 », notice no PA00109858 | 48° 00′ 30″ nord, 0° 11′ 53″ est   |       |
| Sol de la place                                          | Le Mans                     | Sarthe                  | Pays de la Loire           | inscrit    | « PA00109859 », notice no PA00109859 | 48° 00′ 30″ nord, 0° 11′ 40″ est   |       |
| Sol de la rue                                            | Le Mans                     | Sarthe                  | Pays de la Loire           | inscrit    | « PA00109868 », notice no PA00109868 | 48° 00′ 21″ nord, 0° 11′ 42″ est   |       |
| Sol de la place                                          | Le Mans                     | Sarthe                  | Pays de la Loire           | inscrit    | « PA00109870 », notice no PA00109870 | 48° 00′ 33″ nord, 0° 11′ 53″ est   |       |
| Sol de la rue                                            | Le Mans                     | Sarthe                  | Pays de la Loire           | inscrit    | « PA00109873 », notice no PA00109873 | 48° 00′ 26″ nord, 0° 11′ 40″ est   |       |
| Sol de la rue                                            | Le Mans                     | Sarthe                  | Pays de la Loire           | inscrit    | « PA00109874 », notice no PA00109874 | 48° 00′ 20″ nord, 0° 11′ 41″ est   |       |
| Escalier de la Pierre-de-Tucé                            | Le Mans                     | Sarthe                  | Pays de la Loire           | inscrit    | « PA00109809 », notice no PA00109809 | 48° 00′ 30″ nord, 0° 11′ 47″ est   |       |
| Sol de la rue                                            | Le Mans                     | Sarthe                  | Pays de la Loire           | inscrit    | « PA00109860 », notice no PA00109860 | 48° 00′ 28″ nord, 0° 11′ 48″ est   |       |
| Sol de la rue                                            | Le Mans                     | Sarthe                  | Pays de la Loire           | inscrit    | « PA00109871 », notice no PA00109871 | 48° 00′ 27″ nord, 0° 11′ 43″ est   |       |
| Maison du Pilier aux Clefs                               | Le Mans                     | Sarthe                  | Pays de la Loire           | inscrit    | « PA00109832 », notice no PA00109832 | 48° 00′ 27″ nord, 0° 11′ 45″ est   |       |
| Maison                                                   | Le Mans                     | Sarthe                  | Pays de la Loire           | inscrit    | « PA00109843 », notice no PA00109843 | 48° 00′ 31″ nord, 0° 11′ 50″ est   |       |
| Sol de la rue                                            | Le Mans                     | Sarthe                  | Pays de la Loire           | inscrit    | « PA00109861 », notice no PA00109861 | 48° 00′ 24″ nord, 0° 11′ 42″ est   |       |
| Sol de la rue                                            | Le Mans                     | Sarthe                  | Pays de la Loire           | inscrit    | « PA00109863 », notice no PA00109863 | 48° 00′ 25″ nord, 0° 11′ 41″ est   |       |
| Sol de la rue                                            | Le Mans                     | Sarthe                  | Pays de la Loire           | inscrit    | « PA00109865 », notice no PA00109865 | 48° 00′ 27″ nord, 0° 11′ 38″ est   |       |
| Escalier menant à la rue des Boucheries                  | Le Mans                     | Sarthe                  | Pays de la Loire           | inscrit    | « PA00109808 », notice no PA00109808 | 48° 00′ 23″ nord, 0° 11′ 43″ est   |       |
| Escalier des Pont-Neufs                                  | Le Mans                     | Sarthe                  | Pays de la Loire           | inscrit    | « PA00109810 », notice no PA00109810 | 48° 00′ 26″ nord, 0° 11′ 50″ est   |       |
| Maison (restaurant)                                      | Le Mans                     | Sarthe                  | Pays de la Loire           | classé     | « PA00109834 », notice no PA00109834 | 48° 00′ 24″ nord, 0° 11′ 42″ est   |       |
| Maison                                                   | Le Mans                     | Sarthe                  | Pays de la Loire           | inscrit    | « PA00109842 », notice no PA00109842 | 48° 00′ 31″ nord, 0° 11′ 50″ est   |       |
| Porte romane                                             | Le Mans                     | Sarthe                  | Pays de la Loire           | inscrit    | « PA00109849 », notice no PA00109849 | 48° 00′ 33″ nord, 0° 11′ 50″ est   |       |
| Sol de la cour                                           | Le Mans                     | Sarthe                  | Pays de la Loire           | inscrit    | « PA00109853 », notice no PA00109853 | 48° 00′ 28″ nord, 0° 11′ 45″ est   |       |
| Sol de la rue                                            | Le Mans                     | Sarthe                  | Pays de la Loire           | inscrit    | « PA00109854 », notice no PA00109854 | 48° 00′ 34″ nord, 0° 11′ 51″ est   |       |
| Sol de la rue (détruit)                                  | Le Mans                     | Sarthe                  | Pays de la Loire           | inscrit    | « PA00109856 », notice no PA00109856 | 48° 00′ 37″ nord, 0° 11′ 56″ est   |       |
| Sol de la rue                                            | Le Mans                     | Sarthe                  | Pays de la Loire           | inscrit    | « PA00109862 », notice no PA00109862 | 48° 00′ 27″ nord, 0° 11′ 45″ est   |       |
| Sol de la rue                                            | Le Mans                     | Sarthe                  | Pays de la Loire           | inscrit    | « PA00109866 », notice no PA00109866 | 48° 00′ 32″ nord, 0° 11′ 51″ est   |       |
| Sol de la rue                                            | Le Mans                     | Sarthe                  | Pays de la Loire           | inscrit    | « PA00109867 », notice no PA00109867 | 48° 00′ 25″ nord, 0° 11′ 45″ est   |       |
| Sol de la rue                                            | Le Mans                     | Sarthe                  | Pays de la Loire           | inscrit    | « PA00109869 », notice no PA00109869 | 48° 00′ 27″ nord, 0° 11′ 46″ est   |       |
| Sol de la rue                                            | Le Mans                     | Sarthe                  | Pays de la Loire           | inscrit    | « PA00109872 », notice no PA00109872 | 48° 00′ 31″ nord, 0° 11′ 45″ est   |       |
| Église Notre-Dame-de-l'Assomption de Valloire            | Valloire                    | Savoie                  | Auvergne-Rhône-Alpes       | classé     | « PA00118314 », notice no PA00118314 | 45° 09′ 55″ nord, 6° 25′ 46″ est   |       |
| Église Sainte-Croix de Bray-sur-Seine                    | Bray-sur-Seine              | Seine-et-Marne          | Île-de-France              | classé     | « PA00086831 », notice no PA00086831 | 48° 24′ 55″ nord, 3° 14′ 14″ est   |       |
| Église Saint-Vincent de Machault                         | Machault                    | Seine-et-Marne          | Île-de-France              | inscrit    | « PA00087071 », notice no PA00087071 | 48° 27′ 17″ nord, 2° 49′ 51″ est   |       |
| Maison                                                   | Montereau-Fault-Yonne       | Seine-et-Marne          | Île-de-France              | inscrit    | « PA00087122 », notice no PA00087122 |                                    |       |
| Menhir du Parc                                           | Saint-Brice                 | Seine-et-Marne          | Île-de-France              | inscrit    | « PA00087267 », notice no PA00087267 | 48° 34′ 07″ nord, 3° 19′ 37″ est   |       |
| Château du Mesnil-Geoffroy                               | Ermenouville                | Seine-Maritime          | Normandie                  | classé     | « PA00100643 », notice no PA00100643 | 49° 48′ 44″ nord, 0° 47′ 01″ est   |       |
| Fontaine pyramidale de Gournay-en-Bray                   | Gournay-en-Bray             | Seine-Maritime          | Normandie                  | classé     | « PA00100677 », notice no PA00100677 | 49° 28′ 57″ nord, 1° 43′ 27″ est   |       |
| Hôtel de Girancourt                                      | Rouen                       | Seine-Maritime          | Normandie                  | classé     | « PA00100844 », notice no PA00100844 | 49° 26′ 44″ nord, 1° 05′ 22″ est   |       |
| Manoir de Marbeuf                                        | Sahurs                      | Seine-Maritime          | Normandie                  | classé     | « PA00101017 », notice no PA00101017 | 49° 21′ 24″ nord, 0° 56′ 41″ est   |       |
| Château de Miromesnil                                    | Tourville-sur-Arques        | Seine-Maritime          | Normandie                  | inscrit    | « PA00101064 », notice no PA00101064 | 49° 51′ 40″ nord, 1° 04′ 56″ est   |       |
| Château de Gournay                                       | Gournay-sur-Marne           | Seine-Saint-Denis       | Île-de-France              | inscrit    | « PA00079935 », notice no PA00079935 | 48° 51′ 52″ nord, 2° 34′ 22″ est   |       |
| Château d'Hutaud                                         | Gaillac                     | Tarn                    | Occitanie                  | classé     | « PA00095556 », notice no PA00095556 | 43° 53′ 42″ nord, 1° 53′ 53″ est   |       |
| Collège des Doctrinaires                                 | Moissac                     | Tarn-et-Garonne         | Occitanie                  | inscrit    | « PA00095786 », notice no PA00095786 | 44° 06′ 10″ nord, 1° 04′ 56″ est   |       |
| Château de Piquecos                                      | Piquecos                    | Tarn-et-Garonne         | Occitanie                  | inscrit    | « PA00095851 », notice no PA00095851 | 44° 06′ 06″ nord, 1° 18′ 57″ est   |       |
| Château d'Ambleville                                     | Ambleville                  | Val-d'Oise              | Île-de-France              | classé     | « PA00079974 », notice no PA00079974 | 49° 09′ 02″ nord, 1° 41′ 47″ est   |       |
| Chapelle Saint-Jean d'Argenteuil                         | Argenteuil                  | Val-d'Oise              | Île-de-France              | classé     | « PA00079978 », notice no PA00079978 | 48° 56′ 28″ nord, 2° 14′ 52″ est   |       |
| Église Saint-Lucien d'Avernes                            | Avernes                     | Val-d'Oise              | Île-de-France              | classé     | « PA00079996 », notice no PA00079996 | 49° 05′ 06″ nord, 1° 52′ 25″ est   |       |
| Église Saint-Denis de Jouy-le-Comte                      | Parmain                     | Val-d'Oise              | Île-de-France              | inscrit    | « PA00080158 », notice no PA00080158 | 49° 07′ 40″ nord, 2° 12′ 25″ est   |       |
| Abbaye de Maubuisson                                     | Saint-Ouen-l'Aumône         | Val-d'Oise              | Île-de-France              | inscrit    | « PA00080199 », notice no PA00080199 | 49° 02′ 46″ nord, 2° 07′ 00″ est   |       |
| Église Saint-Martin de Survilliers                       | Survilliers                 | Val-d'Oise              | Île-de-France              | classé     | « PA00080210 », notice no PA00080210 | 49° 05′ 53″ nord, 2° 32′ 44″ est   |       |
| Château de Villers-en-Arthies                            | Villers-en-Arthies          | Val-d'Oise              | Île-de-France              | inscrit    | « PA00080232 », notice no PA00080232 | 49° 05′ 33″ nord, 1° 43′ 24″ est   |       |
| Fontaine de Bargemon                                     | Bargemon                    | Var                     | Provence-Alpes-Côte d'Azur | classé     | « PA00081536 », notice no PA00081536 | 43° 37′ 11″ nord, 6° 33′ 03″ est   |       |
| Église Saint-Louis de Toulon                             | Toulon                      | Var                     | Provence-Alpes-Côte d'Azur | classé     | « PA00081751 », notice no PA00081751 | 43° 07′ 24″ nord, 5° 55′ 50″ est   |       |
| Château du Martinet de Carpentras                        | Carpentras                  | Vaucluse                | Provence-Alpes-Côte d'Azur | inscrit    | « PA00082000 », notice no PA00082000 | 44° 03′ 43″ nord, 5° 05′ 22″ est   |       |
| Abbaye Saint-Sauveur de Charroux                         | Charroux                    | Vienne                  | Nouvelle-Aquitaine         | classé     | « PA00105383 », notice no PA00105383 | 46° 08′ 35″ nord, 0° 24′ 16″ est   |       |
| Abbaye de Nouaillé-Maupertuis                            | Nouaillé-Maupertuis         | Vienne                  | Nouvelle-Aquitaine         | classé     | « PA00105566 », notice no PA00105566 | 46° 30′ 37″ nord, 0° 24′ 46″ est   |       |
| Hôtel des Trois-Piliers                                  | Poitiers                    | Vienne                  | Nouvelle-Aquitaine         | classé     | « PA00105616 », notice no PA00105616 | 46° 34′ 43″ nord, 0° 20′ 18″ est   |       |
| Dolmen de la Bie                                         | Le Rochereau                | Vienne                  | Nouvelle-Aquitaine         | classé     | « PA00105676 », notice no PA00105676 | 46° 42′ 13″ nord, 0° 08′ 25″ est   |       |
| Couvent des Cordeliers                                   | Les Thons                   | Vosges                  | Grand Est                  | inscrit    | « PA00107304 », notice no PA00107304 | 47° 59′ 39″ nord, 5° 53′ 27″ est   |       |
| Calvaire de Pontaubert                                   | Pontaubert                  | Yonne                   | Bourgogne-Franche-Comté    | inscrit    | « PA00113785 », notice no PA00113785 | 47° 29′ 23″ nord, 3° 51′ 40″ est   |       |
| Château de Prunoy                                        | Prunoy                      | Yonne                   | Bourgogne-Franche-Comté    | inscrit    | « PA00113795 », notice no PA00113795 | 47° 54′ 31″ nord, 3° 07′ 28″ est   |       |
| Pavillon de musique de la Du Barry                       | Louveciennes                | Yvelines                | Île-de-France              | inscrit    | « PA00087484 », notice no PA00087484 | 48° 52′ 07″ nord, 2° 07′ 23″ est   |       |
| Château des Mesnuls                                      | Les Mesnuls                 | Yvelines                | Île-de-France              | inscrit    | « PA00087537 », notice no PA00087537 | 48° 45′ 21″ nord, 1° 50′ 00″ est   |       |
| Maison royale de Saint-Louis                             | Saint-Cyr-l'École           | Yvelines                | Île-de-France              | inscrit    | « PA00087599 », notice no PA00087599 | 48° 48′ 02″ nord, 2° 03′ 58″ est   |       |
| Château de Coubertin                                     | Saint-Rémy-lès-Chevreuse    | Yvelines                | Île-de-France              | inscrit    | « PA00087645 », notice no PA00087645 | 48° 42′ 07″ nord, 2° 03′ 36″ est   |       |
| Pavillon d'Artois                                        | Vaux-sur-Seine              | Yvelines                | Île-de-France              | inscrit    | « PA00087661 », notice no PA00087661 | 49° 00′ 29″ nord, 1° 57′ 28″ est   |       |
| Château de la Verrière                                   | La Verrière                 | Yvelines                | Île-de-France              | inscrit    | « PA00087664 », notice no PA00087664 | 48° 45′ 03″ nord, 1° 56′ 59″ est   |       |
| Pavillon Saint-Vigor                                     | Viroflay                    | Yvelines                | Île-de-France              | inscrit    | « PA00087786 », notice no PA00087786 | 48° 47′ 57″ nord, 2° 10′ 03″ est   |       |